# Grogolpenatus
Grogolpenatus is een bestuurslaag in het regentschap Kebumen van de provincie Midden-Java, Indonesië. Grogolpenatus telt 2492 inwoners (volkstelling 2010).